# Ministero dell'agricoltura, della natura e della qualità degli alimenti
Il Ministero dell'agricoltura, della natura e della qualità degli alimenti (in olandese: Ministerie van Landbouw, Natuur en Voedselkwaliteit; LNV) è il ministero olandese responsabile per la politica agricola, la politica alimentare, la sicurezza alimentare, la pesca, la silvicoltura, la conservazione della natura e il benessere degli animali. Il ministero è stato creato nel 1935 e nel 2010 il dipartimento è stato fuso con il Ministero degli affari economici ed è stato nominato Ministero degli affari economici, dell'agricoltura e dell'innovazione. Nel 2017 il ministero è stato ripristinato. Il ministro dell'agricoltura, della natura e della qualità degli alimenti (in olandese: Minister van Landbouw, Natuur en Voedselkwaliteit) è a capo del ministero e membro del gabinetto dei Paesi Bassi. L'attuale ministro è Carola Schouten, che svolge anche il ruolo di terzo vice primo ministro.

## Responsabilità
Il ministero è responsabile di quattro campi della politica su:
- Agricoltura e pesca;
- Conservazione della natura, attività ricreative all'aperto e parchi nazionali;
- Sicurezza alimentare;
- Sviluppo rurale.

## Storia
Il ministero fu istituito come ministero separato, chiamato Ministero dell'agricoltura e della pesca, nel 1935. La politica agricola e della pesca era stata precedentemente integrata nel Ministero dell'interno e delle relazioni con il Regno e in seguito nel Ministero dell'acqua, del commercio e dell'industria.
Dopo la seconda guerra mondiale il ministero divenne responsabile del razionamento del cibo e della ricostruzione del settore agricolo. In quanto tale è diventato molto più importante. Tra il 1946 e il 1982 il ministero è stato un ministero orientato al cliente e allo sviluppo del settore agricolo in conformità con la Politica agricola comune europea. Nel 1982 il ministero divenne anche responsabile per la conservazione della natura e le attività all'aria aperta, che erano parte di responsabilità affidate al Ministero della cultura, delle attività ricreative e del lavoro sociale. Come tale è diventato più focalizzato sullo sviluppo sostenibile del settore agricolo.
Nel 2003 l'Autorità per gli alimenti e le merci è entrata a far parte del ministero, che è stato ribattezzato Ministero dell'agricoltura, della natura e della qualità degli alimenti.

## Organizzazione
Il ministero ha una agenzia governativa e una direzione:
| Agenzie governative | Agenzie governative         | Agenzie governative | Agenzie governative | Responsabilità |
| ------------------- | --------------------------- | --- | ------------------- | --- |
|                     | Ministry of General Affairs | Autorità di sicurezza dei prodotti alimentari e dei consumatori dei Paesi Bassi (olandese: Nederlandse Voedsel- en Warenautoriteit) | NVWA                | Tutela del consumatore • Sicurezza alimentare • Merci • Tabacco • Benessere animale • Medicina veterinaria • Conservazione dell'habitat • Attività all'aria aperta |